# ワールドクロスサーガ -時と少女と鏡の扉-
『ワールドクロスサーガ -時と少女と鏡の扉-』は、Axel Game Entertainmentによって開発、運営されていたスマートフォン・タブレット向けゲームアプリ。基本プレイ無料（アイテム課金制）。
サービス期間は2016年4月15日 - 2019年7月31日。
| スタブアイコン | サブスタブ | この項目は、まだ閲覧者の調べものの参照としては役立たない、コンピュータゲームに関連した書きかけの項目です。この項目を加筆・訂正などしてくださる協力者を求めています（P:コンピュータゲーム/PJ:コンピュータゲーム）。 |